# Каподимонте (Бреша)
Каподимонте је насеље у Италији у округу Бреша, региону Ломбардија.
Према процени из 2011. у насељу је живело 900 становника. Насеље се налази на надморској висини од 117 м.